# Богданов, Николай Васильевич
Никола́й Васи́льевич Богда́нов (1 (14) сентября 1903, с. Балашовка, Псковская губерния — 4 октября 1943, Брянск) — советский офицер-артиллерист, участник Великой Отечественной войны. Герой Советского Союза (8.10.1942). Полковник (10.02.1942).

## Биография
Родился 1 (14) сентября 1903 года в селе Балашовка в семье крестьянина. Получил среднее образование, после чего был рабочим в Петрограде (Ленинграде), секретарём комсомольской ячейки села Покровское, секретарём волостного комитета комсомола и членом волостной земельной комиссии села Красное.
В августе 1925 года был по направлению комсомола призван в ряды Красной Армии. Учился во 2-й Ленинградской артиллерийской школе (ныне Коломенское высшее артиллерийское командное училище). Во время учёбы Богданов избирался членом комсомольского бюро, был членом Выборгского райкома комсомола Ленинграда, депутатом Ленинградского горсовета. В 1926 году вступил в ВКП(б). Окончил школу в 1929 году.
С 1929 года служил в 120-м артиллерийском полку артиллерии Резерва Главного командования Украинского военного округа (Днепропетровск): командир взвода, помощник командира и командир батареи, начальник штаба дивизиона, командир дивизиона. В 1937 году окончил Артиллерийские курсы усовершенствования командного состава РККА в городе Пушкин. В 1938 году Н. В. Богданов стал одним из первых командиров РККА, награждённых орденом «Знак Почёта». В июне 1938 года был избран депутатом Верховного Совета Украинской ССР.
С августа 1938 года — командир 7-го корпусного артиллерийского полка 7-го стрелкового корпуса Харьковского военного округа. В 1940 году полк переименован в 265-й корпусной артиллерийский полк и передан в Одесский военный округ.
Участник Великой Отечественной войны с июня 1941 года. Возглавляемый им полк вступил в бой в ходе приграничного сражения в Молдавии, в июле вошёл в состав Приморской армии. Командуя им, Н. В. Богданов отличился во время обороны Одессы (июль-октябрь 1941), нанося большие потери осаждающим город румынским войскам. Полк был награждён орденом Красного Знамени. В октябре 1941 года полк был эвакуирован морем в Севастополь и с ноября 1941 по июнь 1942 года участвовал в обороне Севастополя. Находясь в боевых порядках пехоты, Богданов руководил действиями полка. В самых тяжелых условиях артиллеристы вели точный огонь по противнику, обеспечивая прочную оборону и поддерживая действия пехоты и морской пехоты. Приказом наркома обороны СССР от 28 апреля 1942 года 265-й корпусной артиллерийский полк одним из первых артиллерийских подразделений получил гвардейское звание и стал именоваться 18-м гвардейским артиллерийским полком.
При отражении третьего штурма Севастополя в июне 1942 года полковник Богданов умело управлял огнём 18-го гвардейского артиллерийского полка в районе Мекензиевых высот под Севастополем. В ходе одной из рукопашных схваток с противников в конце июня 1942 года Богданов был тяжело ранен, эвакуирован в госпиталь на Кавказ.
Указом Президиума Верховного Совета СССР «О присвоении звания Героя Советского Союза полковнику Богданову Н. В.» от 27 декабря 1941 года за «образцовое выполнение боевых заданий командования на фронте борьбы с немецкими захватчиками и проявленные при этом отвагу и геройство» гвардии полковнику Николаю Васильевичу Богданову присвоено звание Героя Советского Союза с вручением ордена Ленина и медали «Золотая Звезда» (№ 712).
С сентября 1942 года — заместитель командира — начальник артиллерии 209-й стрелковой дивизии Забайкальского фронта.
5 января 1943 года полковник Н. В. Богданов был назначен на должность командира 20-й артиллерийской дивизии прорыва РГК 2-го артиллерийского корпуса прорыва на Брянском фронте. Дивизия участвовала в Курской битве. В июле 1943 года в ходе Орловской наступательной операции его дивизия помогала пехоте при прорыве мощной обороны противника и освобождении посёлка Ульяново (Калужская область), в августе участвовала в освобождении города Карачев. В сентябре-октябре 1943 года участвовал в Брянской наступательной операции, отличившись при прорыве немецкого рубежа у города Киров.
4 октября 1943 года Николай Васильевич Богданов погиб, подорвавшись на мине. Похоронен на городском кладбище в Брянске.

## Награды
- Медаль «Золотая Звезда» Героя Советского Союза (8.10.1942);
- Орден Ленина (8.10.1942);
- Орден Красного Знамени (21.04.1942);
- Орден Отечественной войны 1-й степени (31.10.1943, посмертно);
- Орден «Знак Почёта» (28.02.1938).

## Память

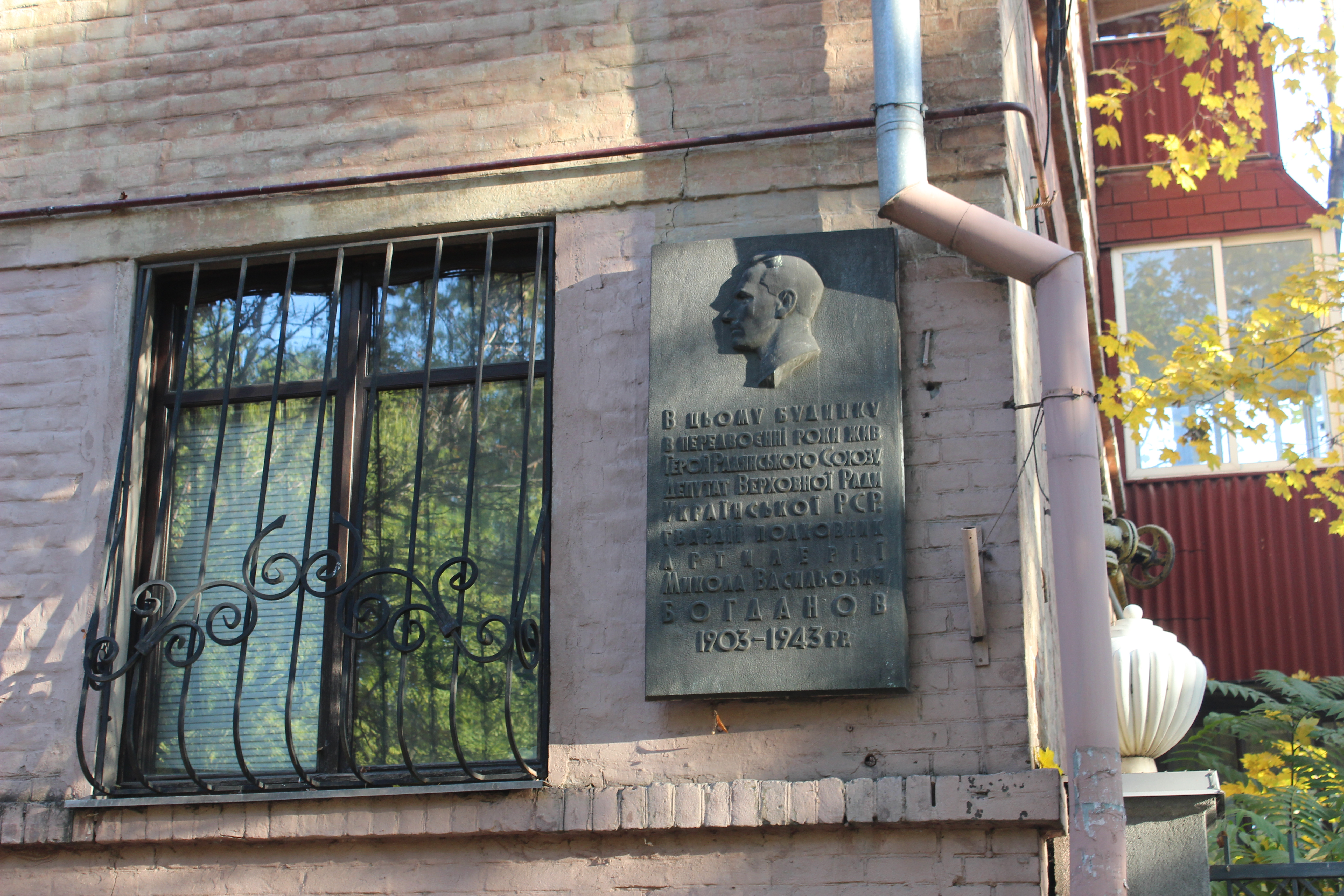
Памятная доска, город Днепр, ул. Старокозацкая, 52-А

- В 2000 году на Аллее Героев в районном центре Красногородск Псковской области установлен бюст Н. В. Богданова работы скульптора А. Ф. Маначинского[7].
- В Севастополе и Днепропетровске в честь Н. В. Богданова названы улицы, в Одессе — переулок.
- Приказом Министра обороны СССР Н. В. Богданов навечно зачислен в списки воинской части Коломенского высшего артиллерийского командного училища. В казарме 7-й батареи училища оборудован уголок в честь Н. В. Богданова.

## В искусстве
В художественном фильме "Море в огне", снятом в 1970 году на киностудии "Мосфильм" режиссёром  Л. Н. Сааковым, роль полковника Н. В. Богданова исполняет актёр Всеволод Сафонов.